# Canada Cup
La Canada Cup è stato un torneo per squadre nazionali di hockey su ghiaccio, che si è svolto tra il 1976 e il 1991.

## Albo d'oro
| Anno | Oro              | Argento          | Bronzo           |
| ---- | ---------------- | ---------------- | ---------------- |
| 1976 | Canada           | Cecoslovacchia   | Unione Sovietica |
| 1981 | Unione Sovietica | Canada           | Cecoslovacchia   |
| 1984 | Canada           | Svezia           | Unione Sovietica |
| 1987 | Canada           | Unione Sovietica | Svezia           |
| 1991 | Canada           | Stati Uniti      | Finlandia        |

## La prima edizione (1976)
I campionati del mondo e i Giochi Olimpici sono sempre stati i tornei in cui le squadre nazionali di hockey su ghiaccio si affrontavano per stabilire quale fosse la più forte: tuttavia Canada e USA partivano nettamente svantaggiati, non potendo utilizzare i propri migliori giocatori, poiché professionisti della NHL: negli anni settanta, per protestare nei confronti della IIHF, che manteneva ancora l'obbligo del dilettantismo, la nazionale canadese decise addirittura di ritirarsi dalle competizioni internazionali.
Nel 1976 Hockey Canada, la NHL e la NHL Players' Association organizzarono la Canada Cup, un nuovo torneo che, a differenza dei Mondiali e delle Olimpiadi, era aperto a tutti, senza distinzioni tra dilettanti e professionisti: di conseguenza anche Canada e USA erano autorizzati a schierare le loro principali stelle.
Le sei squadre invitate alla prima edizione della Canada Cup e che si sarebbero contesi il prestigioso trofeo erano Canada, Stati Uniti, Unione Sovietica, Svezia, Finlandia e Cecoslovacchia; il sogno degli organizzatori era una grande finale tra Canada e URSS, ma la nazionale sovietica era stata piuttosto indebolita e dovette accontentarsi del terzo posto: i dirigenti russi, infatti, inviarono in Canada una selezione "sperimentale", guidata in panchina da Viktor Tichonov, il quale soltanto nel 1977 sarebbe diventato ufficialmente tecnico della CCCP.
Il Canada, invece, era al completo, potendo disporre di fuoriclasse quali Guy Lapointe, Bobby Orr, Denis Potvin, Larry Robinson, Serge Savard in difesa e Bobby Clarke, Marcel Dionne, Phil Esposito, Bob Gainey, Bobby Hull, Guy Lafleur, Peter Mahovlich, Rene Robert, Steve Shutt e Darryl Sittler in attacco; per alcuni critici questa è stata la migliore formazione canadese di sempre.
La formula del torneo prevedeva un unico girone eliminatorio all'italiana, in cui ogni squadra avrebbe affrontato le altre: le prime due classificate al termine dei cinque turni si sarebbero qualificate alla finale, che si sarebbe disputata al meglio delle tre gare.
L'evento conclusivo fu disputato dai padroni di casa e dalla Cecoslovacchia, che anche nella Canada Cup si dimostrò una delle migliori scuole hockeistiche europee; senza dubbio una sfida contro i Sovietici sarebbe stata più emozionante, tuttavia i Canadesi non potevano assolutamente sottovalutare la compagine cecoslovacca, contro la quale avevano perso 1-0 nel girone eliminatorio. Ad ogni modo, il 13 settembre a Toronto il Canada vinse facilmente 6-0, per poi conquistare il trofeo in gara 2, vincendo 5-4 ai supplementari, grazie al gol di Darryl Sittler. Bobby Orr, leggendario difensore dei Boston Bruins, fu eletto MVP.
Classifica finale:
1. Canada
2. Cecoslovacchia
3. Unione Sovietica
4. Svezia
5. Stati Uniti
6. Finlandia

MVP: Bobby Orr (Canada)

## La seconda edizione (1981)
La seconda edizione della Canada Cup era stata inizialmente programmata per il 1980, ma l'invasione dell'Armata Rossa in Afghanistan causò lo spostamento della manifestazione al 1981 (oltre a provocare il boicottaggio americano alle Olimpiadi di Mosca); ancora una volta i favori del pronostico erano indirizzati verso il Canada, che poteva disporre di campioni fenomenali, quali Mike Bossy, Bryan Tottier, Clark Gillies, Denis Potvin, Marcel Dionne, Gilbert Perreault, Guy Lafleur, Ray Bourque, ma soprattutto Wayne Gretzky, che, nonostante la giovanissima età, aveva già mostrato un talento strabiliante.
I Canadesi, inoltre, volevano assolutamente cancellare la sonora batosta nella Challenge Cup 1979, di conseguenza, i giocatori si allenarono duramente per raggiungere il successo finale: dopo quella terribile umiliazione contro l'URSS non erano più ammessi passi falsi per la Foglia d'Acero.
Tuttavia, anche i Sovietici arrivarono in Canada con un solo obiettivo: dopo la prestazione deludente del 1976 e la medaglia d'argento nei Giochi Invernali di Lake Placid, soltanto il primo posto sarebbe stato accettato dai dirigenti dell'Unione Sovietica. Nonostante la tragica perdita di Valerij Charlamov (il quale in ogni caso era già stato tagliato dalla squadra), il tecnico Viktor Tikhonov era pronto a mostrare al mondo intero i suoi nuovi gioielli: Vjačeslav Fetisov, Aleksei Kasatonov, Vladimir Krutov, Sergei Makarov e il giovanissimo Igor' Larionov (questi ultimi tre andranno poi a formare quella che resterà nella storia come Linea KLM), pronti a continuare la tradizione di Boris Michajlov, Vladimir Petrov e lo stesso Kharlamov; della mitica formazione degli anni settanta, gli unici superstiti erano Vladislav Tret'jak, Valeri Vassiliev ed Alexander Maltsev.
Come nell'edizione precedente, fu preparato un girone all'italiana, ma tuttavia la finale sarebbe stata preceduta dalle due semifinali, che avrebbero messo di fronte le migliori quattro squadre; inoltre l'evento conclusivo fu disputato su gara secca e non in una serie al meglio delle tre partite.
Nella fase eliminatoria, il Canada confermò i pronostici, battendo facilmente Finlandia, Svezia, Stati Uniti e Unione Sovietica e pareggiando 4-4 contro la Cecoslovacchia: il successo per 7-3 sui rivali sovietici alzò sicuramente il morale dei Canadesi, che erano pronti a riconquistare la Canada Cup. Tuttavia, il vecchio tecnico russo Anatolij Tarasov, osservando la selezione canadese, sollevò parecchi dubbi sul reale valore di quella squadra: il portiere Mike Liut era considerato scarso, i difensori piuttosto lenti, mentre gli attaccanti erano a suo parere assai mediocri. Soltanto un giocatore della Foglia d'Acero era degno di nota, Wayne Gretzky, che, per l'anziano tecnico, era dotato di un'intelligenza hockeistica senza eguali; inoltre va ricordato che nello scontro con il Canada, Viktor Tikhonov mascherò il vero volto della propria squadra, sostituendo, tra l'altro, il leggendario Tretiak con la riserva Myshkin.
Dopo aver eliminato rispettivamente USA e Cecoslovacchia nelle semifinali, Canada e URSS si riaffrontarono a Montréal per lo scontro finale, ma questa volta i fatti diedero ragione a Tarasov: nel primo periodo i Nordamericani attaccarono duramente, ma Tretiak effettuò delle ottime parate, mentre in attacco i giocatori russi preferirono mantenere il controllo del paleo, senza forzare e attaccare. Nella seconda frazione la tattica cambiò e i Sovietici esplosero: Larionov sbloccò il risultato e, nonostante il pareggio momentaneo di Gillies, dopo 40 minuti il tabellone segnava 3-1 per i Russi. Il terzo tempo non ebbe storia, con i Canadesi ridicolizzati e costretti a subire una delle più cocenti delusioni della loro storia: Unione Sovietica 8 - Canada 1. Nel secondo periodo, Sergei Makarov si rese protagonista di un'azione mozzafiato quando, dopo aver ricevuto un passaggio da Vjačeslav Fetisov, si liberò di Larry Robinson e di Denis Potvin (due dei migliori difensori di sempre) con una fantastica serpentina, e poi tirò a rete, tuffandosi all'indietro; se il portiere Liut non avesse parato la conclusione, il Forum avrebbe assistito a uno dei gol più spettacolari di sempre. L'eroe della partita fu Sergei Shepelev, autore di un hat trick, tuttavia il vero protagonista di tutto il torneo fu Vladislav Tret'jak, che fu eletto MVP della competizione, dopo aver compilato una media gol subiti (1.33) impressionante; i giocatori dedicarono il loro successo alla memoria di Valerij Charlamov.
Finita la partita avvenne un episodio singolare, ma allo stesso tempo divertente, quando Alexander Maltsev chiuse la Coppa in una valigia, che sarebbe poi dovuta partire per Mosca: fu estremamente complesso per l'organizzatore Alan Eagleson spiegare ai giocatori e dirigenti sovietici che il trofeo apparteneva al Governo Canadese e che non poteva "salire sull'aereo" per l'Unione Sovietica.
Classifica finale
1. Unione Sovietica
2. Canada
3. Cecoslovacchia
4. Stati Uniti
5. Svezia
6. Finlandia

MVP: Vladislav Tret'jak (URSS)

## La terza edizione (1984)
La terza edizione della Canada Cup, giocata nel 1984, presentò alcune novità rispetto alle precedenti: innanzi tutto la Finlandia, dopo le mediocri prestazioni degli anni precedenti, fu sostituita dalla Germania Ovest, mentre la finale sarebbe ritornata ad essere una serie al meglio delle tre partite.
A differenza del 1976 e del 1981, questa volta i favori del pronostico furono assegnati all'Unione Sovietica, che nonostante il ritiro di Tret'jak e l'assenza per infortunio di Fetisov, era ormai considerata la prima potenza mondiale nell'hockey su ghiaccio: durante le Olimpiadi di Sarajevo, l'URSS aveva espresso un gioco incredibile, grazie alla fenomenale linea KLM. La formazione canadese, invece, dovette rinunciare a Bryan Trottier, che si aggregò agli Stati Uniti, tuttavia accolse il fuoriclasse Peter Stastny, che negli anni settanta aveva vestito la maglia della Cecoslovacchia, ma che da diverso tempo giocava nella NHL con i Quebec Nordiques.
Nella fase eliminatoria l'Unione Sovietica confermò i pronostici, conquistando la testa della classifica, grazie a 5 successi in altrettanti incontri, tra cui una vittoria per 6-3 sul Canada; i padroni di casa, invece, incontrarono molte difficoltà e, chiudendo la prima fase al quarto posto, furono accoppiati alla CCCP nella semifinale. Nonostante le previsioni avverse, la squadra della Foglia d'Acero risorse, aggiudicandosi la partita 3-2, grazie a un gol di Mike Bossy nei supplementari.
I Nordamericani erano rinfrancati e la finale (al meglio delle tre gare) contro la Svezia, che aveva battuto 9-2 gli Stati Uniti, fu una formalità: vincendo 5-2 e 6-5, il Canada riconquistò l'ambito trofeo, mentre il trofeo di MVP fu assegnato al canadese John Tonelli, attaccante dei New York Islanders.
Classifica finale:
1. Canada
2. Svezia
3. Unione Sovietica
4. Stati Uniti
5. Germania Ovest
6. Cecoslovacchia

MVP: John Tonelli (Canada)

## La quarta edizione (1987)
La quarta edizione della Canada Cup era originariamente programmata per il 1988, ma la concomitanza con le Olimpiadi di Calgary indusse gli organizzatori ad anticiparla al 1987. Nessuno alla vigilia di quel torneo avrebbe potuto immaginare cosa sarebbe successo, sebbene non mancassero le premesse per un torneo memorabile: il Canada schierava Wayne Gretzky, Mark Messier, Mario e Claude Lemieux (nessun rapporto di parentela tra i due), Ray Bourque, Glenn Anderson; l'Unione Sovietica si presentava con il KLM (Krutov, Larionov, Makarov) al massimo dello splendore, coperto in difesa da Fetisov e Kasatonov.
Tuttavia, le prime fasi non furono particolarmente brillanti per le due potenze, infatti, i Canadesi pareggiarono contro la Cecoslovacchia, mentre i Sovietici persero contro la Svezia; ad ogni modo, dopo le difficoltà iniziali, niente poté più fermare i due colossi, pronti a disputare la serie finale.
L'11 settembre a Montréal, Canada e Unione Sovietica s'incontrarono per gara 1, in cui i Sovietici presero un vantaggio iniziale, prontamente rimontato dai Canadesi; inevitabile il tempo supplementare, in cui gli europei prevalsero grazie alla rete di Semak.
Gara 1:
- Canada - Unione Sovietica 5 - 6

Il 13 settembre il Copps Coliseum di Hamilton ospitò una leggendaria gara 2: questa volta furono i Canadesi a prendere le redini della partita, portandosi in vantaggio per 3-1, 4-3 e 5-4, ciononostante un gol di Kamensky impattò il risultato, portando ai tempi supplementari.
I primi 20 minuti si chiusero senza reti, ma nel secondo prolungamento Wayne Gretzky, con un passaggio, liberò Mario Lemieux, che, solo davanti al portiere, realizzò il gol della vittoria.
Gara 2:
- Canada - Unione Sovietica 6 - 5

Il 15 settembre 1987 il Copps Coliseum fu ancora sede dell'incontro decisivo, che aveva creato un'attesa così spasmodica da essere paragonato alla serie del 1972.
Dopo pochissimi secondi, l'Unione Sovietica prese il controllo della contesa: Wayne Gretzky fu stampato contro la balaustra da Kasatonov e Makarov realizzò il gol dell'1-0; quando l'URSS si portò sul 3-0 e sul 4-2 alla fine del primo tempo, tutti pensarono a una facile vittoria.
Ciononostante, i Canadesi non erano pronti ad arrendersi e, approfittando di un arbitraggio piuttosto permissivo, attuarono un gioco molto duro che mise in crisi gli avversari: i Nordamericani completarono la rimonta, portandosi sul 5-4 al termine del secondo tempo; nonostante la violenza di alcuni scontri, la partita non diventò mai cattiva e tutti i giocatori si distinsero per l'estrema correttezza.
Nella terza frazione, Semak pareggiò, preparando lo scenario per il gran finale: quando ormai tutti gli spettatori erano pronti all'ennesimo supplementare, Wayne Gretzky imbeccò perfettamente Mario Lemieux, che, con poco più di un minuto ancora sul cronometro, realizzò uno storico gol.
L'Unione Sovietica si riversò in avanti nel tentativo di pareggiare, tuttavia il Canada riuscì a contenere la sfuriata finale degli avversari, conquistando la Canada Cup: nonostante la sconfitta, i Sovietici potevano uscire a testa altissima, tanto che un giornalista commentò la partita, affermando "even losers are winners in games like these!", mentre Wayne Gretzky, MVP del torneo, rivelò che quelle partite contro l'URSS furono le migliori, le più spettacolari della sua intera carriera.
Per molti critici, la finale Canada-URSS è il massimo capolavoro nella storia dell'hockey su ghiaccio, più entusiasmante ancora del Miracolo sul ghiaccio.
Gara 3:
- Canada - Unione Sovietica 6 - 5

Classifica finale:
1. Canada
2. Unione Sovietica
3. Cecoslovacchia
4. Svezia
5. Stati Uniti
6. Finlandia

MVP: Wayne Gretzky (Canada)

## La quinta edizione (1991)
La Canada Cup fu giocata per l'ultima volta nel 1991, ma il livello non fu paragonabile a quelle precedenti: il crollo del comunismo aveva indebolito squadre come l'Unione Sovietica e la Cecoslovacchia, mentre Svezia e Finlandia non furono in grado di contrastare Canada e Stati Uniti, pronte ad incontrarsi in finale e inaugurare una nuova rivalità; i Canadesi però erano ancora troppo più forti e, con due vittorie per 4-1 a Montréal e per 4-2 a Hamilton, si aggiudicarono per la quarta volta il prestigioso trofeo. I Canadesi dovettero disputare la seconda partita senza Wayne Gretzky, il quale in Gara 1 era stato colpito duramente da Gary Suter e, a causa di forti dolori alla schiena, fu costretto a rinunciare all'incontro successivo.
Rivelazione del torneo fu il diciottenne junior Eric Lindros, che si distinse con 3 gol e 5 punti in otto partite, dimostrandosi un vero intimidatore per gli avversari; il titolo di MVP fu invece assegnato al portiere canadese Bill Ranford, autore di prestazioni eccezionali durante tutto il torneo.
Classifica finale:
1. Canada
2. Stati Uniti
3. Svezia
4. Finlandia
5. Unione Sovietica
6. Cecoslovacchia

MVP: Bill Ranford (Canada)

## LaWorld Cup of Hockey
Negli anni successivi i massimi dirigenti della NHL e della NHLPA decisero di "riesumare" la vecchia Canada Cup, poiché un torneo tra le migliori squadre nazionali dava sempre garanzie di successo: nel 1996 fu organizzata la prima World Cup of Hockey, cui parteciparono otto formazioni, ma a differenza della Canada Cup, le partite sarebbero state disputate sia in America sia in Europa.